# 외젠 드 보아르네
외젠 로제 드 보아르네(프랑스어: Eugène Rose de Beauharnais, 1781년 9월 3일~1824년 2월 21일)는 나폴레옹 1세의 황후 조제핀 드 보아르네의 아들로, 나폴레옹 1세의 의붓아들이다. 여동생은 오르탕스 드 보아르네이다. 

## 생애
1781년 9월 3일 알렉상드르 드 보아르네 자작과 조제핀 드 보아르네의 맏아들로 파리에서 태어났다. 1783년에는 여동생인 오르탕스가 태어났지만, 부모 사이가 급격히 나빠지기 시작하였다. 알렉상드르는 이미 조제핀과 결혼하기 전부터 연상의 미망인이었던 마담 롱프레라고 하는 여성과의 사이에서 사생아를 낳는 등 바람기가 다분했다. 게다가 그는 교양이 없고 세련되지 않은 조제핀을 업신여기고 있었다.
얼마 지나지 않아 알렉상드르는 파리의 저택에 아내를 방치하고, 여행을 떠나게 되었다. 그리고 몇 년 후 애인인 롱프레 부인과 마르티니크 섬으로 돌아와버렸다. 결국 두 사람은 1785년 봄에 이혼하기에 이른다. 재판 결과는 조제핀의 승소였다. 아들인 외젠은 알렉상드르가, 딸인 오르탕스는 조제핀이 데리고 살기로 결정되었다.
조제핀은 1788년 여름에 오르탕스를 데리고 마르티니크 섬의 친가로 돌아왔다. 그러나 1790년 가을, 흑인 노예가 봉기를 일으켜 백인 주인을 습격하는 등 불온한 정세가 감지되었기 때문에 그녀는 파리로 돌아왔다. 전 남편 알렉상드르는 자유주의자로서 프랑스 혁명에 동조하여 의원으로서 삼부회에 선출되어 의장직까지 맡았다. 그러나 신헌법에 의해 의석을 잃고 다시 군인으로 돌아가, 1793년 봄에는 라인 방면군 최고 사령관이 되었다. 그러나 그는 영국과의 싸움에 패하여 적군과 내통했다는 의심을 받아 카룸 감옥에 투옥되었다. 조제핀도 연좌죄로 같이 투옥되어 버렸다. 1794년 7월 24일에 알렉상드르는 처형되었다. 그러나 3일 후, 로베스피에르가 실각하면서 조제핀은 8월 3일에 석방되었다. 그리고 조제핀은 그동안 떨어져 살던 외젠을 불러들여 그에게 목수 일을 시켰으며, 오르탕스에게는 재봉사 일을 시켰다. 그 후, 외젠은 모든 시민들은 당국에 무기를 반납하라는 명령을 받고 1795년에 일어난 반란을 진압항 공로로 일약 유명인사가 된 나폴레옹 보나파르트에게 가서 아버지의 유품인 칼을 갖고 있어도 되냐고 물었다.
나폴레옹은 소년의 호소에 감동하여 칼을 돌려주었다. 그 후, 조제핀이 답례로 나폴레옹 집에 방문한 인연으로 나폴레옹과 조제핀은 1796년 3월 9일에 결혼하였다. 어머니에 재혼을 오르탕스는 찬성했지만, 외젠은 반대하였다. 이후 그는 나폴레옹 휘하에서 군인으로서 전쟁터에 나가게 되었다. 1798년 5월 4일, 외젠은 나폴레옹의 이집트 원정에 동행했다. 하지만 원정기간 도중에 조제핀의 바람기가 발각되어 이혼할 위기에 처하게 된다.
외젠은 이집트 원정기간에 얼마나 나폴레옹이 이폴리트 샤를의 일로 고민하고 있는지, 그 일이 있었음에도 불구하고 자신에게 변함없는 애정을 보여주어 자신이 얼마나 감동하고 있는지, 즉시 이폴리트와의 관계를 끝내줄 것 등을 어머니에게 편지를 보내어 호소하였다. 그러나 이 외젠의 편지는 영국 정부에게 압수당하여 조제핀에게 전해지지 않았다. 결국, 외젠과 오르탕스 남매의 눈물 어린 간원으로 아직 남아있던 조제핀에 대한 애정이 생겨나 나폴레옹은 이혼을 하지 않기로 결심한다. 이 일이 있은 후 조제핀의 바람기도 없어져 부부 생활이 안정되었기 때문에 외젠은 안도하였다.
그는 수많은 전장터에서 훌륭한 공적을 많이 세우며 순조롭게 승진해 갔다. 또한 그는 유능한 실력 뿐만 아니라 성실한 인품까지 갖추어, 이러한 점으로 인해 나폴레옹의 두터운 신뢰를 받았다. 1806년에 나폴레옹은 지금까지의 외젠의 공적을 치하하기 위하여 이탈리아 부왕에 임명하였다. 동시에 그는 바이에른 왕 막시밀리안 1세의 딸 아우구스테 아말리에 폰 바이에른과 결혼하였다. 이것은 아우구스테 왕녀의 결혼 상대가 이미 정해져 있던 것을 나폴레옹이 억지로 외젠으로 바꾼 것이었다. 그럼에도 외젠과 아우구스테 부부 사이는 금슬이 좋았으며, 두 사람 사이에는 7명의 아이가 생겼다.
그러나, 야심으로 가득찬 나폴레옹의 형제들은 나폴레옹의 총애를 받던 그를, 그의 어머니 조제핀과 함께 적대시하고 있었다. 1809년 외젠은 어머니 조제핀에게 나폴레옹과의 이혼에 동의할 것을 설득하였다.
1813년, 라이프치히 전투에서 그는 적국인 영국 및 오스트리아와 내통한 뮈라의 방해로 나폴레옹을 구원하러 갈 수 없었다. 외젠은 1814년 장인인 막시밀리안으로부터 귀순을 권유받았으나 끝내 사양하고 자신의 부대를 사수하여 계속 싸우고 있었지만, 4월 11일에 나폴레옹이 퇴위하자 마침내 항복하면서, 막시밀리안에게 더 이상 나폴레옹에게 협력하지 않을 것을 맹세했다. 그 후, 외젠은 막시밀리안에 의해 로이히텐베르크 공작의 지위를 부여받았다. 1824년에 외젠은 뮌헨에서 사망했다.